# CzechTourism
CzechTourism (Česká centrála cestovního ruchu) je státní příspěvková organizace, kterou v roce 1993 zřídilo Ministerstvo hospodářství, a která dnes spadá pod Ministerstvo pro místní rozvoj České republiky. Jejím cílem je koordinovat propagaci Česka jakožto turistické destinace na domácím i mezinárodním trhu. Je členem Evropské komise cestovního ruchu (European Travel Commission). Na vzdálených trzích agentura vede společnou propagaci s jinými středoevropskými zeměmi.

## Hlavní činnosti
Agentura CzechTourism realizuje aktivity zaměřené na podporu cestovního ruchu v České republice a zvýšení její atraktivity jako turistické destinace.
Mezi hlavní činnosti agentury patří realizace marketingových kampaní v Česku i zahraničí, propagace regionálních turistických cílů a spolupráce s krajskými a destinačními organizacemi. CzechTourism provozuje síť zahraničních zastoupení, která působí ve více než 40 zemích a podporují incomingový cestovní ruch i obchodní spolupráci.
Agentura se dále věnuje podpoře kongresového turismu (MICE), analytické činnosti a sběru statistických dat. V rámci public relations využívá různé komunikační kanály, včetně sociálních sítí, podcastu a newsletteru. Pořádá také tematicky zaměřené informační cesty pro odbornou veřejnost a akce na podporu příjezdového turismu, například Czechia Travel Trade Day.

## Prioritní oblasti
Agentura CzechTourism se dlouhodobě zaměřuje na několik klíčových prioritních oblastí rozvoje cestovního ruchu:

#### Trvale udržitelný cestovní ruch
CzechTourism podporuje rozvoj turismu, který je ohleduplný k životnímu prostředí i místním komunitám. Usiluje o rozložení návštěvnosti z přetížených destinací do méně známých regionů a o minimalizaci negativních dopadů cestovního ruchu.

#### Diversifikace turistické nabídky
Cílem agentury je nabídnout různorodé turistické produkty, včetně kulturního, lázeňského, gastronomického a pivního turismu, stejně jako turistiky v přírodě a aktivních forem cestování (např. cykloturistika, pěší turistika). Tím se snaží podpořit celoroční a regionálně vyvážený turismus.

#### Digitalizace a inovace
Agentura podporuje zavádění moderních technologií, které usnadňují cestování a zlepšují orientaci návštěvníků. Patří sem například mobilní aplikace a interaktivní turistické mapy.

#### Podpora domácího cestovního ruchu
CzechTourism se vedle zahraniční propagace zaměřuje i na podporu cestování rezidentů po Česku. Kampaněmi motivuje občany ČR k trávení dovolené v tuzemsku s cílem podpořit lokální podnikatele a regionální ekonomiku.

## Kauza manipulace s veřejnými zakázkami
V září 2019 oznámila Národní centrála proti organizovanému zločinu, že začala stíhat deset lidí v kauze přidělování veřejných zakázek zadaných agenturou CzechTourism v hodnotě více než 27 milionů korun. Jeden z manažerů CzechTourismu byl obviněn z manipulací s tendry, dalších 9 osob z podplácení. Podle policie celková výše zdokumentovaných poskytnutých úplatků činila 3,5 milionu korun. V listopadu 2018 policie kvůli případu zasahovala na ministerstvu pro místní rozvoj, v agentuře CzechTourism, na autodromu v Mostě a v agentuře Sport Invest. Při tom zadržela 12 lidí, z nichž 10 bylo později obviněno.
Státní zástupkyně Městského státního zastupitelství v Praze podala 9. srpna 2023 k Městskému soudu v Praze obžalobu na 12 lidí. Hlavní obviněný Aleš Pangrác měl jako zaměstnanec státní příspěvkové organizace podle obžaloby zneužíval svého postavení a vlivu na zadávání a rozhodování o veřejných zakázkách. Čelí obžalobě za zjednání výhody při zadání veřejné zakázky, porušení povinnosti při správě cizího majetku, poškození cizích práv a přijetí úplatku. Jedním z obžalovaných se stal i karlovarský politik za ODS Petr Bursík v souvislosti s organizováním světového poháru v triatlonu.